# Poslední trik pana Schwarcewalldea a pana Edgara
The Last Trick (o Poslední trik pana Schwarcewalldea a pana Edgara, in ceco) è un cortometraggio del 1964 scritto e diretto dal regista ed animatore ceco Jan Švankmajer, il suo primo in assoluto.

## Trama
Durante i titoli di testa, vengono mostrati il cast e la troupe del corto che si vestono nel retroscena e si preparano per la loro esibizione. Questa vede due maghi mimi (come quelli raffigurati da attori in costume o da pupazzi in pieno stile Kuroko) di nome Edgar e Schwarzwald, che cercano di superarsi a vicenda eseguendo vari trucchi teatrali per piacere ad un pubblico invisibile. Dopo ogni atto, i due interpreti si congratulano con una stretta di mano. Tuttavia, con l'aumentare delle tensioni tra i due, tali strette di mano diventano meno amichevoli fino ad arrivare ad essere proprio violente. Come primo trucco, Edgar tira fuori un pesce e lo posiziona in equilibrio sulla sua testa di cartapesta; Schwarzwald lo alza facendo fare a un burattino a forma di cane varie acrobazie su una fune; Edgar a sua volta sviluppa altre braccia e inizia a suonare vari strumenti contemporaneamente; Schwarzwald imita questo trucco facendosi crescere diverse teste con cui gioca; ed Edgar fa sì che parecchie sedie si animino e facciano dei brutti scherzi all'altro. Come ultimo trucco, i due maghi si fanno a pezzi scomparendo.